# 赛珍珠
赛珍珠（直译为珀尔·赛登斯特里克·巴克，1892年6月26日—1973年3月6日），美国旅华作家，曾凭借其小说《大地》（The Good Earth），于1932年获得普利策小说奖，后在1938年获得诺贝尔文学奖，也是获得普利策奖和诺贝尔奖的第一位女作家，以及作品流传语种最多的美国作家。

## 生平

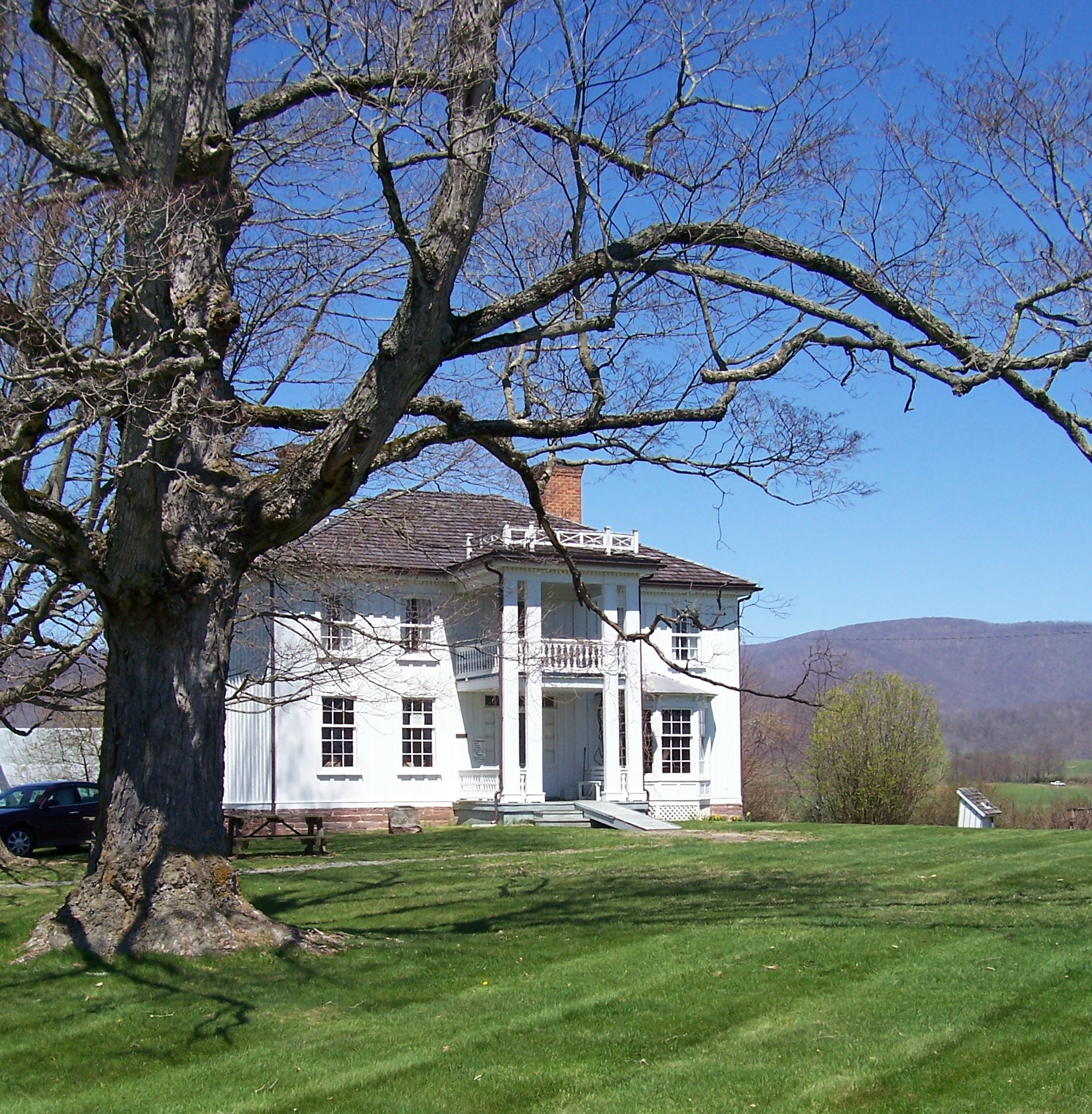
在西維吉尼亞州賽珍珠的故居

1880年美南长老会的传教士赛兆祥携新婚妻子卡罗琳来华，卡罗琳在中国共生了二男二女，除長男外都於三歲前病死。兩人休假時卡罗琳怀了第五胎，她堅持要在美国生產。1892年6月26日，赛珍珠出生在美国西弗吉尼亚州，起名为康福特。回中国后，改名为珍珠，“康福特”变为中间名。父母親在她出生3个月时一同来到中国江苏中部运河名城清江浦（今淮安市主城区），住在老坝口基隆巷长老会差会；三岁时搬到长江与运河交汇处的通商口岸城市镇江，住在润州山长老会润州中学的平房里（此处故居已经拆除）；在那里长大成人，她是先学会汉语和习惯中国风俗（特别受益于其老师“孔先生”）後，她母亲才教她英语。值得一提的是，从幼年起，她就在鼓励中开始写作。
1910年，18岁的赛珍珠离开中国，到美国弗吉尼亚州伦道夫·梅康女子学院就讀。于1914年获得了学位之后，她又回到中国，并且在1917年嫁绐了农业经济学家约翰·洛辛·卜凯。随后他们舉家搬遷到安徽北部的宿县（今宿州市），在此期间的生活经历成为后来闻名世界的《大地》的素材。在1921年底她的母亲去世后，全家迁到南京，赛珍珠则在金陵大学（今南京大学部分）教授英语文学，並兼执教于南高、东大和中大时期南京大学英语系。1921年，他们有了女儿卡罗（Carol）；不幸的是，这个女孩患有苯丙酮尿症。1925年，她收养了贾尼斯（Janice，后改姓），之後又接着收养了8个孩子。1926年，她小别中国，到美国的康乃尔大学攻读艺术硕士学位。旋即回到中国南京。

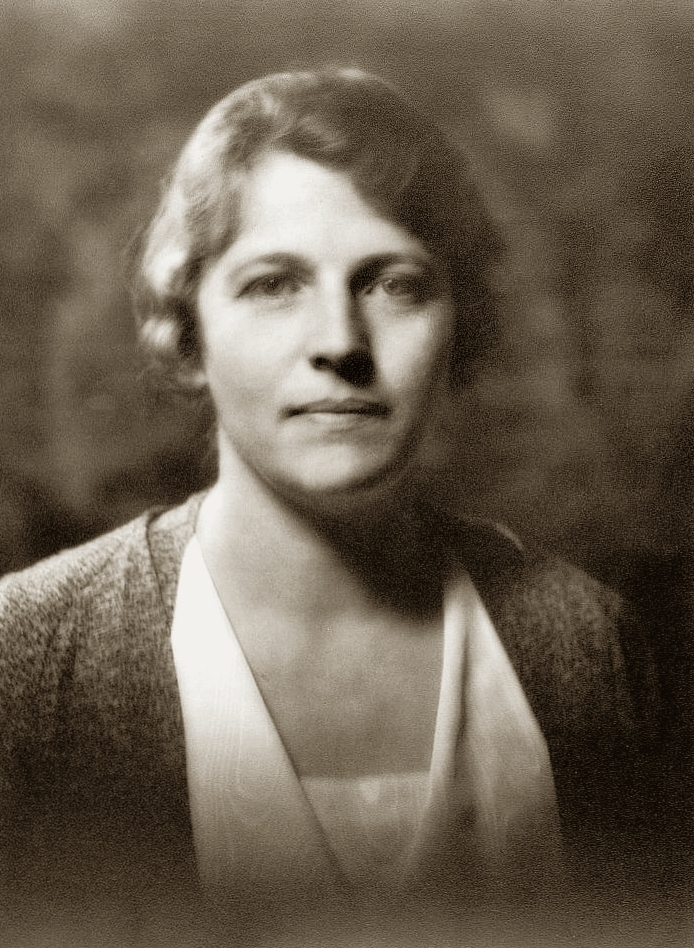
1932年的赛珍珠

1930年，赛珍珠出版了她的第一部作品《东风：西风》，从而开始了她的写作事业。1931年，其著名小说《大地》问世，被后人认为是她最为杰出的作品之一。农民王龙的生活故事使她于1932年获得了普利策奖。她1933年出版了《水滸傳》首個英文全譯本All Men Are Brothers，這也是她唯一的譯作。她的事业从此蒸蒸日上，并于1935年获得了威廉·迪恩·豪威尔勋章。

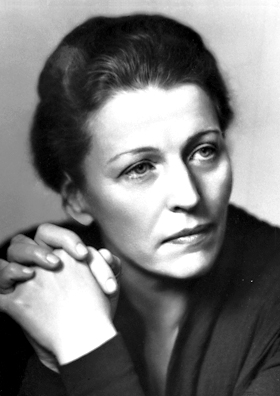
賽珍珠攝於1938年

然而，1934年中国政局陷入了混乱，赛珍珠被迫离开中国。她回到了美国，这时她的丈夫向她提出了离婚，她同意了。之后又嫁给了纽约出版商庄台公司（John Day Co.）的总裁理查德·J·华尔士，并且又收养了六个孩子。在完成了描写其父母的作品《流放者》和《戰鬥的天使》之后，她于1938年获得了诺贝尔文学奖。曾任美国作家协会主席。
在1960年代中期，賽珍珠越來越受前舞蹈老師西奧多·哈里斯（Theodore Harris）的影響，西奧多·哈里斯成為她的知己，合著者和財務顧問。她的所有日常生活很快就完全依靠他，並讓他控制了Welcome House和賽珍珠基金會，由哈里斯擔任該基金會負責人拿終身薪水。當哈里斯被指控管理不善，挪用該基金會的大量資金給朋友以及用於自己的個人開支，並對員工的待遇不好時，賽珍珠為哈里斯辯護，稱哈里斯“非常聰明，神經質並且有藝術天份”。賽珍珠的遺囑將她的個人財產和外國版稅分給哈里斯控制的基金會Creativity Inc.，使她的子女只分到她財產的一小部分。她去世後，賽珍珠的子女們反對遺囑，並指責哈里斯在過去幾年中對巴克施加了“不當影響”。開庭時哈里斯缺席，法院判決其子女勝訴。
在她的一生中，赛珍珠创作了超过100部文学作品，其中最著名的就是《大地》。她作品的题材包括小说，短篇故事，剧本和儿童故事。她的作品和生活有着紧密的联系。她试图向她的读者证明：“只要愿意接受，人类是存在着广泛的共同性的”。她的作品主题涵养了女性、情感（广义的）、亚洲、移民、领养和人生际遇。在她的非小說作品中，最著名的是她父母的傳記《流放者》(The Exile，1936年)與《戰鬥的天使》(Fighting Angle，1936年)以及她的自傳《我的幾個世界》(My Several Worlds，1954年)。
1973年3月6日，赛珍珠在佛蒙特州的丹比逝世，葬于宾西法尼亚州普凯西的绿山农场。

### 与中国的关系

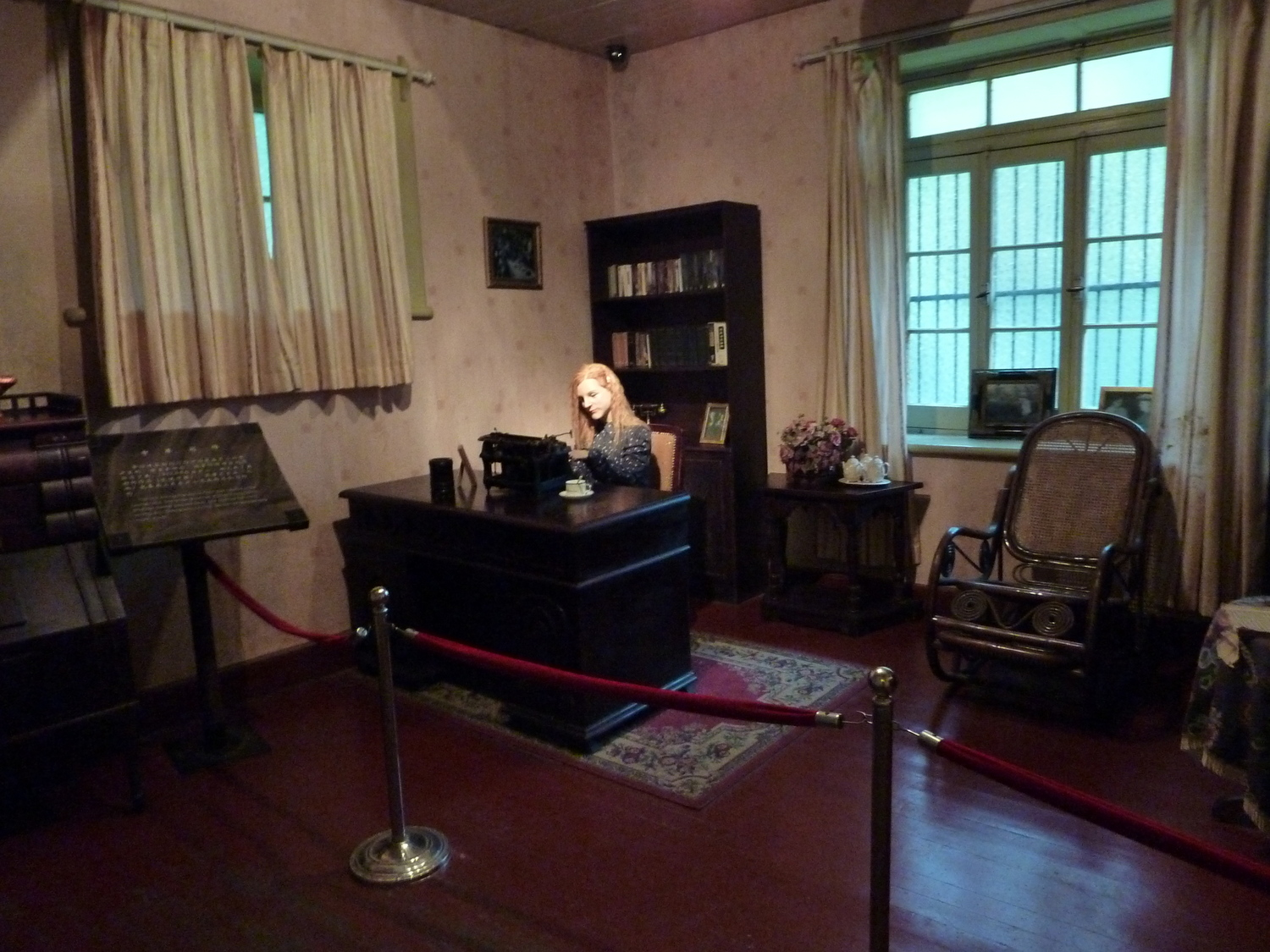
庐山赛珍珠别墅内赛珍珠的工作室

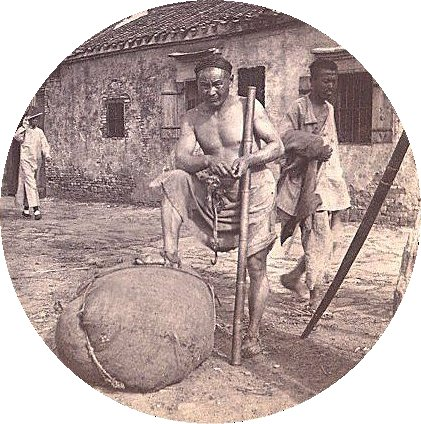
1900年在鎮江的中國人

賽珍珠生前曾經多次出入中國教書，並对當地民風和各大事件留下深厚的感情，也因此將之融入到了往後的許多作品當中。但中国文化界对赛珍珠的作品多有争议。鲁迅评价赛珍珠的作品为“毕竟是一位生长中国的美国女教士的立场而已”、“不过一点浮面的情形”。
1937年抗日戰爭爆发后，为中国人民的反侵略战争奔走。许许多多美国人正是通过赛珍珠的小说了解到中国，为中国人民的抗日战争解囊相助。
賽珍珠有許多中國好友，包括徐志摩、林語堂、胡適等人。賽珍珠邀請林語堂在美國發表作品，後來林的《吾國與吾民》在美國一砲而紅。林語堂因發明中文打字機破產，曾向賽珍珠借錢遭到拒絕，兩人在美國打起出版官司，最後形同陌路。1954年10月，林语堂出任新加坡南洋大学校长前夕，曾打电报向赛珍珠報告，赛珍珠沒回电报。林语堂说一句话：“我看穿了一個美国人！”
她因批评蒋介石独裁，国民政府明令駐瑞典大使不得出席她的諾貝爾文學獎頒獎典禮。
她曾经同情中共，赞许毛泽东。认为当时的中共，是“完全为老百姓的事业着想”。由于她同情中国革命，在二战结束后，赛珍珠因“亲共”而上了中央情报局的黑名单，被怀疑是共产党，黑档案长达300页。
由于她的小說《北京来信》（1957年）、《撒旦永不眠》（1962年）与《梁太太的三个女儿》（1969年）批评建國後的中共，中華人民共和國政府成立後，她的作品在中国大陆长期被打压，大陆文化界攻击她是“美國反動文人”和“美帝國主義文化侵略的急先鋒”。1972年美国总统尼克松访华两个月后，赛珍珠也向新闻媒体宣布自己即将访华，但随后因为江青（当年她同王莹争演《赛金花》的主角失败，赛珍珠对王莹捧场）的阻拦，遭到中華人民共和國政府拒绝。
在中国江西九江庐山、江苏镇江、安徽宿州、南京大学，至今保存着当年赛珍珠生活过的故居。
1990年代晚期，中美两国展开了一系列围绕赛珍珠的文化交流。2001年罗燕改编赛珍珠小说《群芳亭》並自己擔任女主角，由好莱坞环球电影公司和北京电影制片厂联合摄制的电影《庭院裡的女人》在中国和美国同时公演。

## 作品

### 自传
- 《橋》（A Bridge for Passing）
  - 《我的中国世界》赛珍珠自传1954，湖南文艺出版社 1991

### 传记
- 《流放者》
  - 《异邦客》母亲传记1936，中文版1998漓江出版社《东风·西风》
- 《戰鬥的天使（英语：Fighting Angel）》
  - 《战斗的天使》父亲传记1936，中文版1998漓江出版社《东风·西风》

### 小说
- 《东风：西风》（East Wind: West Wind）1930，中文版1998漓江出版社《东风·西风》
- 《大地》（The Good Earth）1931[20]，中文版1998漓江出版社《大地》
- 《龙种》（Dragon Seed）1942，中文版1998漓江出版社《龙子》
- 《来吧，亲爱的》（Come, My Beloved）
- 《命令与清晨》（Command the Morning）
- 《十四个故事》（Fourteen Stories）
- 《群芳庭》（Pavilion of Women）1946，中文版1998漓江出版社《群芳亭》
- 《归心》和其它故事（Hearts Come Home and Other Stories）
- 《匿花》（The Hidden Flower）
- 《帝国女性（英语：Imperial Woman）》
- 《北京来信（英语：Letter from Peking）》
- 《撒旦永不眠》（Satan Never Sleeps）[21]
- 《生芦苇》（The Living Reed）

### 《大地》在台灣的譯本
- 譯者不詳 台南市：新世紀 1969年。
- 陳雙鈞/譯 台北市：正文書局 1972年。
- 譯者不詳 台南市：西北 1975年。
- 譯者不詳 台南市：第一 1975年。
- 譯者不詳 台北：文馨出版 1975年。
- 譯者不詳 台北市：偉文出版社 1979年。
- 唐玉美/譯 台北市：文國書局 1978年。
- 譯者不詳 台北市：遠景 1979年。
- 劉漢文/譯 台南：綜合出版社 1982年。
- 嘉鴻出版社編輯部編譯 台南市：嘉鴻出版社 1985年。
- 文瑜/譯 台南市：大夏 1987年。
- 譯者不詳 台北市：黎明文化 1987年。
- 馬真/譯 台北市：星光 1992年。
- 鍾文/譯 台北市：錦繡 1999年
- 楊彤/譯 台北市：華文網 2002年。
- 馬真/譯 台北市：旗品文化出版2005年。
- 彭玲嫻/譯 台北市：時報文化出版2017年。(三部曲，包含兒子們和分家)

### 其他作品在台灣的譯本
- 《隱藏的花朵》藍婉秋/譯 台北市：聯合出版 1953年。
- 《賽爾薇亞》李達中/譯 台北市：東方 1953年。
- 《櫻花恨》鍾榮蒼/譯 台北市：偉文 1959年。
- 《魅力》鄭震濤/譯 台北市：水晶 1970年。
- 《北平的來信》王璞/譯 台北市：皇冠 1963年。
- 《情斷北京城》陳義和/譯 台北市：業強 1992年。
- 《樂觀與信心》劉劑生/編譯 台北市：文星 1968年。
- 《梁夫人的三千金》安東尼/譯 台北市：賽珍珠基金會 1971年。
- 《梁氏三姝》余小瑩/譯 台北市：拾穗月刊社 1971年。
- 《梁氏三姊妹》秦兆啟/譯 台北市：南京出版 1980年。
- 《賽珍珠短篇小說選譯》郭功雋/譯 台北市：台灣商務 1973年。
- 《賽珍珠短篇小說選》劉振文/譯 台北市：正文 1972年。
- 《賽珍珠短篇小說選》林俊德/譯 台北市：水芙蓉 1975年。
- 《親愛的凱娣》黃驤/譯 台北市：木雞 1975年。
- 《東方與西方》何慧玲/譯 台北市：開源 1971年。
- 《東風西風》譯者不詳 台北市：綜合 1982年。
- 《分家》徐民謀/譯 台南市：綜合出版 1973年。
- 《分家》劉玉珍/譯 台北市：正文 1976年。
- 《分家》鍾斯/譯 台北市：遠景出版1981年。
- 《分家》吳麗紋/譯 台北市：遠志 1990年。
- 《兒子們》劉漢文/譯 台南市：綜合出版 1973年。
- 《兒子們》譯者不詳 台北市：白雲 1981年。
- 《兒子們》林明清/譯 台南市：晨光。
- 《兒子們》譯者不詳 台南市：文國書局 1985年。
- 《兒子們》唐玉美/編 台北市：文國書局 1990年。
- 《元配夫人》劉漢文/譯 台南市：綜合出版 1982年。
- 《大浪逃生記》林良/譯 台北市：國語日報 1977年。
- 《剪燭靜思錄》劉蘋華/編譯 台北市：世界文物 1978年。
- 《寧靜的庭院》周叔蘋/譯 台北市：維新書局 1976年。
- 《惦念》沙永玲/譯 台北市：林白出版 1982年。
- 《大蘿蔔‧蝦虎角》黃美金/譯 台北市：成文 1981年。
- 《誠摯地愛你們》楊皓/譯 台北市：駿馬 1985年。
- 《衷心地寫給我的女兒》黃成家/譯 台北市：暖流 1986年。
- 《如何陪伴女兒一起成長：突破生命中青澀的迷惘》楊皓/譯 台北市：伯樂 1990年。
- 《誠摯地愛你：給所有徘徊在感情路口的女性》楊皓/譯 台北市：桂冠 1992年。
- 《異鄉客》咏彩/譯 台北市：星光 1992年。
- 《愛與學習》蕭京凌/編譯 台北市：大展 1992年。
- 《聖經故事集》賽珍珠(Pearl S.Buck)原著，丁履昕/譯 台北市：范傳蘭 2009年。
- 《賽珍珠》諾貝爾文學獎全集編譯委員會/編譯 台北市：九華文化 1980年。
- 《永恆的懷疑》高紫文/譯 台北市：時報文化 2018年。

### 作品改編的電影
- 1937年，《大地》，米高梅公司
- 1944年，《龍種》，米高梅公司
- 1945年，《青天白日滿地紅（英语：China Sky (film)）》，雷電華電影
- 1962年，《撒旦永不眠（英语：Satan Never Sleeps）》，二十世紀福斯
- 2001年，《庭院裡的女人（英语：Pavilion of Women）》，環球影業、北京电影制片厂

## 延伸閱讀
- 《赛珍珠与中国—中西文化冲突与共融》 陈敬著 南开大学出版社  2006  ISBN 7-310-02382-X.
- 《一个真实的赛珍珠》怡青编 东方出版社 ISBN  7506023504
- 上海《书城》2007年第12期《卜凯的中国农村调查》
- 台湾《传记文学》2007年7月号《中国农业经济学的奠基人——卜凯》